# Charles Emmanuel
Charles Emmanuel (født 6. januar 1989) er en brasiliansk skuespiller og dubber, der blandt andet har været med i Bambuluá.

## Dubbinger
- De Fantastiske Fehoveder – A.J
- Pucca – Abyo
- Ben 10 – Ben tennyson
- Ben 10: Alien Force – Ben tennyson
- Ben 10: Alien Supremacy – Ben Tennyson
- Yin Yang Yo! – Yang
- Kim Possible – Ron Stoppable
- Harry Potter – Ron Weasley
- Jake and Blake – Jake
- Teen Titans – Beast boy
- Total Drama Island – Cody